# Mercedes-Benz Vision Avatar
Mercedes benz Vision Avatar (též zkráceně AVTR) je koncept automobilu od společnosti Mercedes-Benz představený v roce 2020 na veletrhu CES v Las Vegas. Vozidlo vzniklo ve spolupráci s tvůrci filmu Avatar. Automobil je plně autonomní. Zatím vzniklo pouze několik prototypů.

## Design
Design automobilu je inspirovaný filmem Avatar od Jamese Camerona. Avataři byli v tomto filmu propojeni s přírodou, zatímco toto auto má být maximálně propojené s řidičem.  Světla v interiéru i exteriéru pak mění barvy podle emocí řidiče. 
Celé čelní sklo je velkoplošný displej, na který je promítána cesta před vozidlem. Lze však spustit i animaci  planety Pandora z filmu Avatar. Automobil má prosklené boky. Automobil má kapacitu 4 osoby.  Automobil má svítící logo Mercedes-Benz. V zadní části se nachází 33 klapek, které mění barvy například při brzdění (svítí červeně). 
Na kolech se nachází světelné proužky, které mění barvu podle rychlosti nebo srdečního tepu řidiče. Interiér je vyroben z kompletně recyklovaných materiálů.

## Technologie
Automobil stojí na elektrické platformě EQ, která pohání i jiné elektrické vozy Mercedes-Benz. Vision Avatar má 4 elektromotory, u každého kola jeden. Dokáže jet i do stran a to pod úhlem více než 30°. Automobil používá k mnoha akcím biometrii. Cílem je maximálně propojit řidiče a automobil.
V zadní části automobilu se nachází 33 pohybujících se částí, které mají jak designový význam, tak technický. Pomáhají například při brzdění, aby bylo účinnější. V zadní části vozu se nachází také solární panely, které prodlužují výdrž baterií a zvyšují dojezd automobilu. Dalším zdrojem energie je takzvaná rekuperace. 
Na voze je recyklováno celkem 95 % materiálů. Jde o první vůz s bateriemi vyrobenými naprosto bez kovů a dalších vyčerpatelných zdrojů. Baterie jsou vyrobeny pouze z obnovitelných zdrojů. Jde především o organickou buněčnou grafenovou strukturu, která má velkou kapacitu a přitom je velice tenká. Tato baterie, která je plně kompostovatelná, se nabije z 0 na 100 % za 15 minut.
Spodní část vozu je tvořena především dřevem karuun, které je tvořeno kořeny dřeviny ratan. Tento materiál je odpadním produktem vznikajícím zpracováním tohoto dřeva.

## Materiály
95 % materiálů na voze je recyklováno nebo z obnovitelných zdrojů:
- Recyklované PET lahve – potahy sedaček, karoserie
- Kořeny ratan – detaily vespodu vozidla
- Grafen – baterie
- Sklo – čelní sklo a boky vozu

## Technické údaje
Automobil má 4 elektromotory o celkovém výkonu 350 kW (476 koní). Akumulátor má kapacitu 110 kW. Maximální dojezd vozu i při zapojení rekuperace a solárních panelů je 700 km. Automobil stojí na platformě EQ, kterou využívají i jiné vozy Mercedes-Benz.